# Ajman
Ajman (arabiska: عجمان) kan antingen syfta på ett av de sju emirat som utgör Förenade arabemiraten på Arabiska halvön eller emiratet Ajmans huvudstad. Ajman är ett emirat vid Persiska viken, det minsta av de sju emirat som sedan 1971 utgör federationen Förenade arabemiraten. Emiratet ligger utefter kusten och gränsar till emiratet Sharja i söder, öster och norr, det omfattar 260 km² till ytan och har 237 000 invånare (2008), varav de allra flesta, cirka 200 000 i huvudstaden Ajman.
En årlig befolkningstillväxt på över 10 % de senaste åren beror bland annat på att många som arbetar i de närbelägna Dubai och Sharja väljer att bo i Ajman. Emiratet har små förekomster av petroleum och är det fattigaste av federationens shejkdömen, men upprättandet av en ekonomisk frizon har bidragit till att skapa ekonomisk tillväxt.

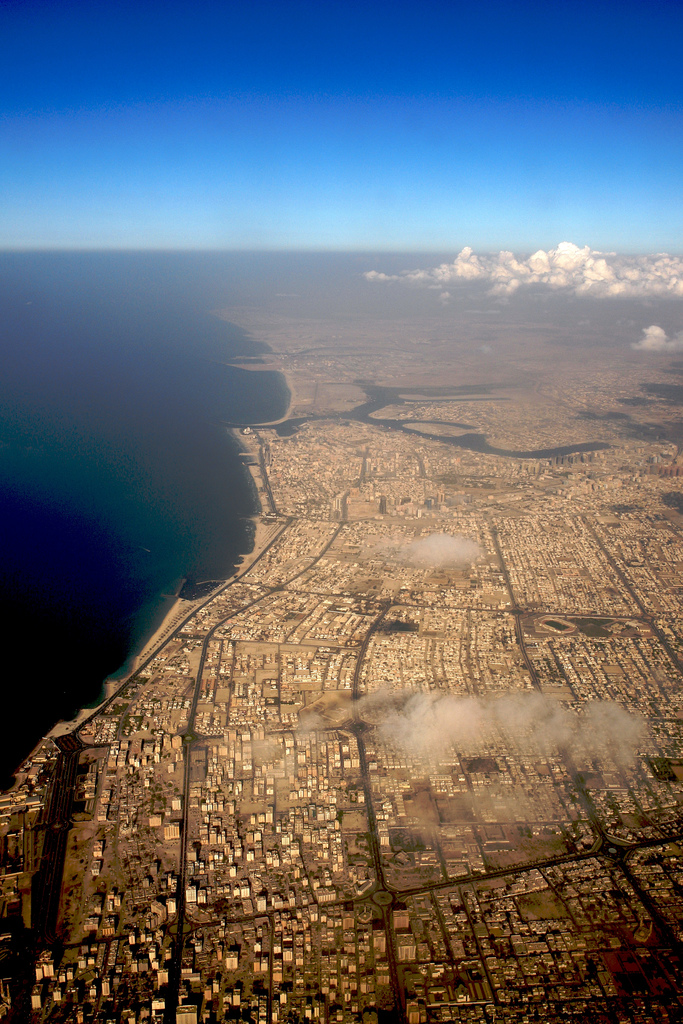
Flygfoto över Ajman.

Till Ajman hör ett litet område som kallas Manama och som är en exklav; den hänger inte ihop med det övriga Ajman. Liksom de övriga emiraten har Ajman gett ut egna frimärken. Det har även getts ut speciella frimärken från Manama.

## Emirer av Ajman
- Sheikh Rashid ibn Humayd Al Nuaimi, (1873–1891)
- Sheikh Humayd ibn Rashid Al Nuaimi, (1891–1900)
- Sheikh Abdul Aziz ibn Humayd Al Nuaimi, (1900–1910)
- Sheikh Humayd ibn Abdul Aziz Al Nuaimi, 1910–1928)
- Sheikh Rashid ibn Humayd Al Nuaimi, 1928–1981)
- Sheikh Humayd ibn Rashid Al Nuaimi, (1981– )